# Ellipteroides patruelis
Ellipteroides patruelis là một loài ruồi trong họ Limoniidae. Chúng phân bố ở vùng Tân nhiệt đới.